# Кацнельсон, Леонард Ильич
Леонард Ильич Кацнельсон (10 января 1936, Ленинград — 16 мая 2024) — израильский, ранее российский и советский шахматный композитор; мастер спорта СССР (1972), международный мастер (1988) и судья всесоюзной категории (1976) по шахматной композиции. Автор шахматных рассказов. Инженер-кораблестроитель.
С 1963 опубликовал 120 этюдов и свыше 80 задач (преимущественно двухходовки и задачи на кооперативный мат), 120 из них отмечены отличиями (в том числе 56 — призами, из них 12 — первыми). Финалист 8 чемпионатов СССР (1967—1987), в том числе 11-й чемпионат (1973) — 1-е; 9-й (1969) и 15-й (1984) — 2-е; 14-й (1983) — 3-е места. Некоторые этюды составил в соавторстве с братом — Владимиром Кацнельсоном.

## Этюды
|   | a | b | c | d | e | f | g | h |   |
| - | --- | --- | --- | --- | --- | --- | --- | --- | - |
| 8 | d8 чёрный ферзь · b7 белая пешка · f7 белая пешка · h7 белая пешка · b4 чёрная пешка · a3 чёрный король · a2 чёрная пешка · b2 белый конь · a1 белый король · e1 чёрный слон | d8 чёрный ферзь · b7 белая пешка · f7 белая пешка · h7 белая пешка · b4 чёрная пешка · a3 чёрный король · a2 чёрная пешка · b2 белый конь · a1 белый король · e1 чёрный слон | d8 чёрный ферзь · b7 белая пешка · f7 белая пешка · h7 белая пешка · b4 чёрная пешка · a3 чёрный король · a2 чёрная пешка · b2 белый конь · a1 белый король · e1 чёрный слон | d8 чёрный ферзь · b7 белая пешка · f7 белая пешка · h7 белая пешка · b4 чёрная пешка · a3 чёрный король · a2 чёрная пешка · b2 белый конь · a1 белый король · e1 чёрный слон | d8 чёрный ферзь · b7 белая пешка · f7 белая пешка · h7 белая пешка · b4 чёрная пешка · a3 чёрный король · a2 чёрная пешка · b2 белый конь · a1 белый король · e1 чёрный слон | d8 чёрный ферзь · b7 белая пешка · f7 белая пешка · h7 белая пешка · b4 чёрная пешка · a3 чёрный король · a2 чёрная пешка · b2 белый конь · a1 белый король · e1 чёрный слон | d8 чёрный ферзь · b7 белая пешка · f7 белая пешка · h7 белая пешка · b4 чёрная пешка · a3 чёрный король · a2 чёрная пешка · b2 белый конь · a1 белый король · e1 чёрный слон | d8 чёрный ферзь · b7 белая пешка · f7 белая пешка · h7 белая пешка · b4 чёрная пешка · a3 чёрный король · a2 чёрная пешка · b2 белый конь · a1 белый король · e1 чёрный слон | 8 |
| 7 | d8 чёрный ферзь · b7 белая пешка · f7 белая пешка · h7 белая пешка · b4 чёрная пешка · a3 чёрный король · a2 чёрная пешка · b2 белый конь · a1 белый король · e1 чёрный слон | d8 чёрный ферзь · b7 белая пешка · f7 белая пешка · h7 белая пешка · b4 чёрная пешка · a3 чёрный король · a2 чёрная пешка · b2 белый конь · a1 белый король · e1 чёрный слон | d8 чёрный ферзь · b7 белая пешка · f7 белая пешка · h7 белая пешка · b4 чёрная пешка · a3 чёрный король · a2 чёрная пешка · b2 белый конь · a1 белый король · e1 чёрный слон | d8 чёрный ферзь · b7 белая пешка · f7 белая пешка · h7 белая пешка · b4 чёрная пешка · a3 чёрный король · a2 чёрная пешка · b2 белый конь · a1 белый король · e1 чёрный слон | d8 чёрный ферзь · b7 белая пешка · f7 белая пешка · h7 белая пешка · b4 чёрная пешка · a3 чёрный король · a2 чёрная пешка · b2 белый конь · a1 белый король · e1 чёрный слон | d8 чёрный ферзь · b7 белая пешка · f7 белая пешка · h7 белая пешка · b4 чёрная пешка · a3 чёрный король · a2 чёрная пешка · b2 белый конь · a1 белый король · e1 чёрный слон | d8 чёрный ферзь · b7 белая пешка · f7 белая пешка · h7 белая пешка · b4 чёрная пешка · a3 чёрный король · a2 чёрная пешка · b2 белый конь · a1 белый король · e1 чёрный слон | d8 чёрный ферзь · b7 белая пешка · f7 белая пешка · h7 белая пешка · b4 чёрная пешка · a3 чёрный король · a2 чёрная пешка · b2 белый конь · a1 белый король · e1 чёрный слон | 7 |
| 6 | d8 чёрный ферзь · b7 белая пешка · f7 белая пешка · h7 белая пешка · b4 чёрная пешка · a3 чёрный король · a2 чёрная пешка · b2 белый конь · a1 белый король · e1 чёрный слон | d8 чёрный ферзь · b7 белая пешка · f7 белая пешка · h7 белая пешка · b4 чёрная пешка · a3 чёрный король · a2 чёрная пешка · b2 белый конь · a1 белый король · e1 чёрный слон | d8 чёрный ферзь · b7 белая пешка · f7 белая пешка · h7 белая пешка · b4 чёрная пешка · a3 чёрный король · a2 чёрная пешка · b2 белый конь · a1 белый король · e1 чёрный слон | d8 чёрный ферзь · b7 белая пешка · f7 белая пешка · h7 белая пешка · b4 чёрная пешка · a3 чёрный король · a2 чёрная пешка · b2 белый конь · a1 белый король · e1 чёрный слон | d8 чёрный ферзь · b7 белая пешка · f7 белая пешка · h7 белая пешка · b4 чёрная пешка · a3 чёрный король · a2 чёрная пешка · b2 белый конь · a1 белый король · e1 чёрный слон | d8 чёрный ферзь · b7 белая пешка · f7 белая пешка · h7 белая пешка · b4 чёрная пешка · a3 чёрный король · a2 чёрная пешка · b2 белый конь · a1 белый король · e1 чёрный слон | d8 чёрный ферзь · b7 белая пешка · f7 белая пешка · h7 белая пешка · b4 чёрная пешка · a3 чёрный король · a2 чёрная пешка · b2 белый конь · a1 белый король · e1 чёрный слон | d8 чёрный ферзь · b7 белая пешка · f7 белая пешка · h7 белая пешка · b4 чёрная пешка · a3 чёрный король · a2 чёрная пешка · b2 белый конь · a1 белый король · e1 чёрный слон | 6 |
| 5 | d8 чёрный ферзь · b7 белая пешка · f7 белая пешка · h7 белая пешка · b4 чёрная пешка · a3 чёрный король · a2 чёрная пешка · b2 белый конь · a1 белый король · e1 чёрный слон | d8 чёрный ферзь · b7 белая пешка · f7 белая пешка · h7 белая пешка · b4 чёрная пешка · a3 чёрный король · a2 чёрная пешка · b2 белый конь · a1 белый король · e1 чёрный слон | d8 чёрный ферзь · b7 белая пешка · f7 белая пешка · h7 белая пешка · b4 чёрная пешка · a3 чёрный король · a2 чёрная пешка · b2 белый конь · a1 белый король · e1 чёрный слон | d8 чёрный ферзь · b7 белая пешка · f7 белая пешка · h7 белая пешка · b4 чёрная пешка · a3 чёрный король · a2 чёрная пешка · b2 белый конь · a1 белый король · e1 чёрный слон | d8 чёрный ферзь · b7 белая пешка · f7 белая пешка · h7 белая пешка · b4 чёрная пешка · a3 чёрный король · a2 чёрная пешка · b2 белый конь · a1 белый король · e1 чёрный слон | d8 чёрный ферзь · b7 белая пешка · f7 белая пешка · h7 белая пешка · b4 чёрная пешка · a3 чёрный король · a2 чёрная пешка · b2 белый конь · a1 белый король · e1 чёрный слон | d8 чёрный ферзь · b7 белая пешка · f7 белая пешка · h7 белая пешка · b4 чёрная пешка · a3 чёрный король · a2 чёрная пешка · b2 белый конь · a1 белый король · e1 чёрный слон | d8 чёрный ферзь · b7 белая пешка · f7 белая пешка · h7 белая пешка · b4 чёрная пешка · a3 чёрный король · a2 чёрная пешка · b2 белый конь · a1 белый король · e1 чёрный слон | 5 |
| 4 | d8 чёрный ферзь · b7 белая пешка · f7 белая пешка · h7 белая пешка · b4 чёрная пешка · a3 чёрный король · a2 чёрная пешка · b2 белый конь · a1 белый король · e1 чёрный слон | d8 чёрный ферзь · b7 белая пешка · f7 белая пешка · h7 белая пешка · b4 чёрная пешка · a3 чёрный король · a2 чёрная пешка · b2 белый конь · a1 белый король · e1 чёрный слон | d8 чёрный ферзь · b7 белая пешка · f7 белая пешка · h7 белая пешка · b4 чёрная пешка · a3 чёрный король · a2 чёрная пешка · b2 белый конь · a1 белый король · e1 чёрный слон | d8 чёрный ферзь · b7 белая пешка · f7 белая пешка · h7 белая пешка · b4 чёрная пешка · a3 чёрный король · a2 чёрная пешка · b2 белый конь · a1 белый король · e1 чёрный слон | d8 чёрный ферзь · b7 белая пешка · f7 белая пешка · h7 белая пешка · b4 чёрная пешка · a3 чёрный король · a2 чёрная пешка · b2 белый конь · a1 белый король · e1 чёрный слон | d8 чёрный ферзь · b7 белая пешка · f7 белая пешка · h7 белая пешка · b4 чёрная пешка · a3 чёрный король · a2 чёрная пешка · b2 белый конь · a1 белый король · e1 чёрный слон | d8 чёрный ферзь · b7 белая пешка · f7 белая пешка · h7 белая пешка · b4 чёрная пешка · a3 чёрный король · a2 чёрная пешка · b2 белый конь · a1 белый король · e1 чёрный слон | d8 чёрный ферзь · b7 белая пешка · f7 белая пешка · h7 белая пешка · b4 чёрная пешка · a3 чёрный король · a2 чёрная пешка · b2 белый конь · a1 белый король · e1 чёрный слон | 4 |
| 3 | d8 чёрный ферзь · b7 белая пешка · f7 белая пешка · h7 белая пешка · b4 чёрная пешка · a3 чёрный король · a2 чёрная пешка · b2 белый конь · a1 белый король · e1 чёрный слон | d8 чёрный ферзь · b7 белая пешка · f7 белая пешка · h7 белая пешка · b4 чёрная пешка · a3 чёрный король · a2 чёрная пешка · b2 белый конь · a1 белый король · e1 чёрный слон | d8 чёрный ферзь · b7 белая пешка · f7 белая пешка · h7 белая пешка · b4 чёрная пешка · a3 чёрный король · a2 чёрная пешка · b2 белый конь · a1 белый король · e1 чёрный слон | d8 чёрный ферзь · b7 белая пешка · f7 белая пешка · h7 белая пешка · b4 чёрная пешка · a3 чёрный король · a2 чёрная пешка · b2 белый конь · a1 белый король · e1 чёрный слон | d8 чёрный ферзь · b7 белая пешка · f7 белая пешка · h7 белая пешка · b4 чёрная пешка · a3 чёрный король · a2 чёрная пешка · b2 белый конь · a1 белый король · e1 чёрный слон | d8 чёрный ферзь · b7 белая пешка · f7 белая пешка · h7 белая пешка · b4 чёрная пешка · a3 чёрный король · a2 чёрная пешка · b2 белый конь · a1 белый король · e1 чёрный слон | d8 чёрный ферзь · b7 белая пешка · f7 белая пешка · h7 белая пешка · b4 чёрная пешка · a3 чёрный король · a2 чёрная пешка · b2 белый конь · a1 белый король · e1 чёрный слон | d8 чёрный ферзь · b7 белая пешка · f7 белая пешка · h7 белая пешка · b4 чёрная пешка · a3 чёрный король · a2 чёрная пешка · b2 белый конь · a1 белый король · e1 чёрный слон | 3 |
| 2 | d8 чёрный ферзь · b7 белая пешка · f7 белая пешка · h7 белая пешка · b4 чёрная пешка · a3 чёрный король · a2 чёрная пешка · b2 белый конь · a1 белый король · e1 чёрный слон | d8 чёрный ферзь · b7 белая пешка · f7 белая пешка · h7 белая пешка · b4 чёрная пешка · a3 чёрный король · a2 чёрная пешка · b2 белый конь · a1 белый король · e1 чёрный слон | d8 чёрный ферзь · b7 белая пешка · f7 белая пешка · h7 белая пешка · b4 чёрная пешка · a3 чёрный король · a2 чёрная пешка · b2 белый конь · a1 белый король · e1 чёрный слон | d8 чёрный ферзь · b7 белая пешка · f7 белая пешка · h7 белая пешка · b4 чёрная пешка · a3 чёрный король · a2 чёрная пешка · b2 белый конь · a1 белый король · e1 чёрный слон | d8 чёрный ферзь · b7 белая пешка · f7 белая пешка · h7 белая пешка · b4 чёрная пешка · a3 чёрный король · a2 чёрная пешка · b2 белый конь · a1 белый король · e1 чёрный слон | d8 чёрный ферзь · b7 белая пешка · f7 белая пешка · h7 белая пешка · b4 чёрная пешка · a3 чёрный король · a2 чёрная пешка · b2 белый конь · a1 белый король · e1 чёрный слон | d8 чёрный ферзь · b7 белая пешка · f7 белая пешка · h7 белая пешка · b4 чёрная пешка · a3 чёрный король · a2 чёрная пешка · b2 белый конь · a1 белый король · e1 чёрный слон | d8 чёрный ферзь · b7 белая пешка · f7 белая пешка · h7 белая пешка · b4 чёрная пешка · a3 чёрный король · a2 чёрная пешка · b2 белый конь · a1 белый король · e1 чёрный слон | 2 |
| 1 | d8 чёрный ферзь · b7 белая пешка · f7 белая пешка · h7 белая пешка · b4 чёрная пешка · a3 чёрный король · a2 чёрная пешка · b2 белый конь · a1 белый король · e1 чёрный слон | d8 чёрный ферзь · b7 белая пешка · f7 белая пешка · h7 белая пешка · b4 чёрная пешка · a3 чёрный король · a2 чёрная пешка · b2 белый конь · a1 белый король · e1 чёрный слон | d8 чёрный ферзь · b7 белая пешка · f7 белая пешка · h7 белая пешка · b4 чёрная пешка · a3 чёрный король · a2 чёрная пешка · b2 белый конь · a1 белый король · e1 чёрный слон | d8 чёрный ферзь · b7 белая пешка · f7 белая пешка · h7 белая пешка · b4 чёрная пешка · a3 чёрный король · a2 чёрная пешка · b2 белый конь · a1 белый король · e1 чёрный слон | d8 чёрный ферзь · b7 белая пешка · f7 белая пешка · h7 белая пешка · b4 чёрная пешка · a3 чёрный король · a2 чёрная пешка · b2 белый конь · a1 белый король · e1 чёрный слон | d8 чёрный ферзь · b7 белая пешка · f7 белая пешка · h7 белая пешка · b4 чёрная пешка · a3 чёрный король · a2 чёрная пешка · b2 белый конь · a1 белый король · e1 чёрный слон | d8 чёрный ферзь · b7 белая пешка · f7 белая пешка · h7 белая пешка · b4 чёрная пешка · a3 чёрный король · a2 чёрная пешка · b2 белый конь · a1 белый король · e1 чёрный слон | d8 чёрный ферзь · b7 белая пешка · f7 белая пешка · h7 белая пешка · b4 чёрная пешка · a3 чёрный король · a2 чёрная пешка · b2 белый конь · a1 белый король · e1 чёрный слон | 1 |
|   | a | b | c | d | e | f | g | h |   |

1.b8Ф! (1.f8Ф? Сc3 с выигрышем) 

1. ... Ф:b8 

2.f8Ф Ф:f8! 

3.h8Ф Сc3! (3. ... Фh8 — пат) 

4.Фf6 Фd6 

5.Фd4 Фa6 

6.Фd3 Фb5 

7.Фe2 Фc4 

8.Фd3 Фb5 

9.Фe2!
Позиционная ничья — вечные взаимные жертвы ферзей: белые защищают 1-ю горизонталь, чёрные — вертикаль «а».

## Публикации

### Книги
- Семейный шахматный этюд. — СПб. : Макет, 2000. — 200 с. — ISBN 5-85186-044-8.
- Кацнельсон В. И., Кацнельсон Л. И.  Семейный шахматный дуэт : Избранные шахматные этюды, статьи, стихи. — СПб., 2011. — 223 с., [8] л. ил. — ISBN 978-5-894-95-197-6.

### Статьи
- Продолжение следует // 64 — Шахматное обозрение. — 1986. — № 4. — С. 26.
- Лебединая песня ферзя : (К 70-летию со дня рождения Л. А. Митрофанова) // Задачи и этюды. — 2002. — Вып. 26. — С. 3—17.
- Какие наши годы // Задачи и этюды. — 2016. — Вып. 68. — С. 5—9.

## Изменения рейтинга
| Графики недоступны из-за технических проблем. См. информацию на Фабрикаторе и на mediawiki.org. |